# Alluvioni e inondazioni in Italia
Lista delle principali alluvioni ed inondazioni avvenute in Italia.

## Alluvioni e inondazioni avvenute in Italia tra il 2000 e il 2025
| Data                       | Evento | Area geografica | Morti                                 | Note |
| -------------------------- | --- | --- | ------------------------------------- | --- |
| 15-17 aprile 2025          | Alluvione in Piemonte nella Provincia di Biella, nella città metropolitana di Torino e nel Verbano-Cusio-Ossola                                                 | Città metropolitana di Torino, Provincia di Biella, Verbano-Cusio-Ossola, Provincia di Vicenza | >200 sfollati e 3 morti               | In meno di 72 ore sono caduti 300-500 mm in Piemonte. I fiumi Dora Riparia, Dora Baltea, Sesia, Stura di Lanzo, Po, Torrente Orco, Elvo, Sangone hanno superato le soglie 2 e 3. Inoltre anche in Emilia Romagna si sono riempiti dei corsi d'acqua soprattutto nel Piacentino e nel Parmense tra cui il Luretta che ha superato la soglia 3 e altri come il Tidone, il Trebbia, Nure, Stirone e Fiume Taro. Altri danni si sono registrati nel Vicentino dove è crollato un ponte, nel Savonese dove ci furono frane e smottamenti e nella Versilia. Dopo le abbondanti piogge il Po ha transitato Dal Piemonte fino alla foce con la soglia superiore a 2/3. |
| 14-16 marzo 2025           | Alluvione in Toscana e Emilia-Romagna | Firenze, Prato, Mugello, Valdisieve, Pisa, Faenza, Bologna, Imola | 248 sfollati e 1471 cittadini isolati | Molte frazioni isolate nel fiorentino, soprattutto in Mugello, a causa di frane e allagamenti. Sono esondati molti fiumi e torrenti, tra cui il fiume Sieve e il torrente Rimaggio. Nel corso delle giornate ci sono state varie interruzioni del servizio elettrico e dell’approvvigionamento di acqua potabile. La causa principale è stata l’intensità delle piogge che hanno colpito tutto il centro della penisola. |
| 19-20 ottobre 2024         | Alluvione in Emilia-Romagna | Bologna, Modena, Ravenna, Reggio Emilia Bacino idrico del fiume Po | 1                                     | Più di 3000 sfollati |
| 18-19 settembre 2024       | Alluvione in Emilia-Romagna e Marche | Forlì-Cesena, Ravenna, Bologna, Rimini, Ancona, Senigallia e Falconara |                                       | |
| 24-26 giugno 2024          | Alluvione sull'appenino emiliano e pianura emiliana tra Modena e Piacenza                                                                                       | Emilia-Romagna | 1                                     | In questi giorni si registrano anche disagi idrici e smottamenti sull'appenino romagnolo e bolognese |
| 2-3 novembre 2023          | Alluvione nelle province di Livorno, Pisa, Pistoia, Prato e Firenze                                                                                             | Toscana | 8                                     | |
| 21-24 luglio 2023          | Alluvione a Monza e Brianza | Lombardia | 1                                     | 2 forti nubifragi a distanza di pochi giorni l'uno dall'altro hanno causato uno stato di calamità naturale per la città di Monza e per l'intera omonima provincia di Monza e Brianza. Acquazzoni, temporali, grandine e forte vento hanno messo in ginocchio le città che hanno dovuto fare i conti con alberi caduti, tetti scoperchiati e veri e propri fiumi d'acqua mista al ghiaccio della grandine lungo le vie delle città. A Lissone una persona è stata travolta da un albero mentre precipitava ed è deceduta. |
| 16-17 maggio 2023          | Alluvione in Emilia-Romagna e Marche settentrionali | Forlì-Cesena, Ravenna, Bologna, Rimini, Pesaro-Urbino e Senigallia | 15                                    | 23 fiumi e corsi d'acqua esondati in 44 comuni, più di 290 frane (di cui 120 importanti) in 58 comuni, più di 500 strade interrotte, 36 000 persone evacuate in Emilia-Romagna. Oltre 100 scuole interessate dagli effetti dell'alluvione. |
| 2-3 maggio 2023            | Alluvione in Emilia-Romagna | Forlì-Cesena, Ravenna e Bologna | 2                                     | [ 5 ] |
| 26 novembre 2022           | Alluvione di Ischia del 2022 | Isola d'Ischia, Campania | 12                                    | Intorno alle 5:00 del mattino del 26 novembre 2022, a seguito di un nubifragio scatenatosi sull'isola già la sera precedente, si è generato dal monte Epomeo un colamento di fango e detriti che ha travolto decine di abitazioni nella parte settentrionale di Casamicciola Terme, in particolare in via Celario, piazza Bagni, piazza Maio e Rarone, fino ad arrivare al lungomare della cittadina in piazzale Anna De Felice. |
| 15-16 settembre 2022       | Alluvione in provincia di Pesaro e Urbino, in provincia di Ancona ed in misura minore in provincia di Perugia                                                   | Marche, Umbria | 13                                    | Nella notte tra il 15 ed il 16 settembre un temporale autorigenerante, dovuto probabilmente al forte caldo dell'estate, si è abbattuto nel nord delle Marche provocando 12 vittime, più di 50 feriti e 1 disperso. I comuni più colpiti sono stati Cantiano, Serra Sant'Abbondio, Sassoferrato, Arcevia, Frontone, Pergola, Cagli, Barbara ed Ostra. Senigallia è rimasta completamente allagata a causa dell'esondazione del fiume Misa. In misura minore si registrano danni comunque ingenti in provincia di Perugia, nei comuni di Umbertide, Gubbio ma soprattutto Pietralunga e Scheggia e Pascelupo, dove numerose frazioni rimangono isolate anche per 24 ore. Molte le polemiche sul mancato allarme, ma il capo della Protezione Civile Fabrizio Curcio comunica che era già stata diramata un'allerta gialla, ma non era stata prevista la gigantesca portata dell'evento. |
| 24-29 ottobre 2021         | Alluvione nelle province di Catania e Siracusa | Sicilia | 3                                     | A partire dalla sera del 24 ottobre una serie di piogge torrenziali accompagnate da forti raffiche di vento si sono abbattute su vaste zone interne della provincia etnea, successivamente nel siracusano, causando frane, allagamenti e disagi. Le zone maggiormente colpite sono Catania, Randazzo, Scordia, Gravina, Linguaglossa, Vizzini, Maletto, Maniace, Siracusa, Augusta, Avola, Melilli, Francofonte, Ferla, Sortino, Lentini, Carlentini, Solarino. Tra il 28 ed il 29 ottobre 2021 nei comuni del siracusano si è abbattuto un Medicane, denominato 'Apollo', restato al largo nelle coste, causando forti piogge accompagnate da forti raffiche di vento, che hanno provocato ingenti danni in tutto il territorio. Nella città di Catania sono caduti circa 300 mm di pioggia in 3 giorni, più della metà della quantità di pioggia annuale che ricade di solito sulla città. |
| 26-28 luglio 2021          | Alluvione sul lago di Como | Basso Lario, Val d'Intelvi, Triangolo Lariano ed Alto Olgiatese. | 2                                     | |
| 6 dicembre 2020            | Alluvione in Emilia-Romagna | Modena, Nonantola, Bomporto | 1                                     | Le abbondanti precipitazioni, associate ad un rapido aumento delle temperature sul settore centro-occidentale, hanno causato il parziale scioglimento della neve caduta al suolo tra l'1 e il 3 dicembre (30-80 cm di neve caduta in Appennino),contribuendo ulteriormente all'afflusso sui bacini appenninici, generando piene con più colmi ravvicinati su tutti i corsi d'acqua. Nelle 48 ore precedenti l'alluvione, sono caduti oltre 200 mm di pioggia lungo tutto il crinale modenese fattore che unito allo scioglimento della neve appena caduta hanno portato a ingrossare tutti i fiumi. Il fiume Panaro ha rotto l'argine in un momento in cui l'acqua era a 1,5 metri dalla sommità dell'argine e la piena doveva ancora arrivare. Il volume di piena fuoriuscito dall'argine, stimato in circa 7-9 milioni di m³ ha allagato un’area di circa 15 km² in direzione nord-ovest, fino a raggiungere il centro abitato di Nonantola ed oltre, in direzione di Bomporto e Ravarino causando una vittima. La successiva inchiesta ha attribuito le colpe della rottura dell'argine alla scarsa manutenzione dell'uomo e all'erosione provocata dagli animali selvatici. |
| 2-3 ottobre 2020           | Alluvione tra le province di Cuneo, Vercelli, Verbano-Cusio-Ossola, Biella e Novara Disagi anche in Valle d'Aosta ed Emilia-Romagna                             | Piemonte e Liguria | 2 e 10 dispersi                       | A partire dalla serata del 2 ottobre numerosi eventi alluvionali si sono abbattuti su varie zone dell'entroterra piemontese, in particolar modo sulla valle Vermenagna, dove strade, abitazioni e ponti sono stati inondati dall'acqua, facendo crollare molti di questi. Limone Piemonte è risultato il centro maggiormente colpito, dove numerose frazioni sono rimaste isolate e senza corrente elettrica. Numerosi corsi d'acqua sono esondati tra cui: il Vermenagna sub affluente afferente al bacino del Tanaro; lo stesso Tanaro nel suo tratto a monte dove ha gravemente alluvionato il comuni di Ormea, Garessio, Bagnasco, Priola e Ceva causando gravissimi danni anche alla rete stradale di fondovalle. Nella provincia di Biella il Torrente Cervo ha provocato la caduta di due ponti, anche il Sessera ne ha provocato uno a Crevacuore. Inoltre in provincia di Biella, l'osservatorio di Oropa a 1200 m di altitudine ha segnato un nuovo record di oltre 400 mm di acqua in meno di 24 ore. Il Sesia in provincia di Vercelli, che ha raggiunto una portata storica creando danni diffusi come frane e smottamenti e alluvioni presso Borgosesia e in pianura a Borgo Vercelli che è stata completamente allagata. Numerosi danni anche nell'Alto Piemonte, fra Cusio e Ossola, dove, rispettivamente, Strona e Toce, sono usciti dagli argini, provocando danni in Valle Strona (dove il comune più colpito è Massiola), in Val Corcera (Omegna e Gravellona Toce) e nella bassa Ossola (da Piedimulera a Mergozzo; il più colpito è Pieve Vergonte). Sono crollati tre ponti, il primo è quello di Gaby, in Valle d'Aosta, il secondo è quello tra Romagnano Sesia e Gattinara, in Piemonte, nella provincia di Novara e il terzo è quello tra Corte Brugnatella e Cerignale, nella provincia di Piacenza. |
| 8 agosto 2020              | Alluvione lampo e frana a Messina Allagamenti e inondazioni a Terme Vigliatore e Barcellona Pozzo di Gotto                                                      | Messina, Terme Vigliatore, Barcellona Pozzo di Gotto |                                       | Un fenomeno temporalesco si è abbattuto sulla Sicilia nord-orientale provocando numerosi allagamenti nella città di Messina ed aree limitrofe. In città si è verificata una frana sulla strada panoramica dello stretto per la quale un'auto è rimasta bloccata con all'interno un anziano salvato dal pericolo dalla figlia poiché estratto a forza dall'abitacolo. Disagi in diverse zone come lungo la cortina del porto completamente allagata, sul viale della Libertà e al rione San Licandro con auto in panne e negozi allagati, stessa situazione in diverse arterie come Corso Garibaldi presso Teatro Vittorio Emanuele con annessa piazza completamente sott'acqua. Sulla zona circostante della città sono caduti 72 mm di pioggia dei quali 46 mm in 30 minuti. Inoltre nei comuni della città metropolitana di Messina tra cui in particolare Terme Vigliatore (oltre 141 mm) e Barcellona Pozzo di Gotto (oltre 190 mm) di pioggia. Frequenti smottamenti, frane e allagamenti. |
| 15 luglio 2020             | Palermo | Sicilia |                                       | Un improvviso nubifragio insolito per il mese di luglio si abbatte sul capoluogo siciliano nel giorno della patrona Santa Rosalia. La pioggia colpisce con particolare furia il quartiere collinare di Baida causando numerosi allagamenti e smottamenti. Le acque sono scese rapidamente a valle allagando alcuni tratti della circonvallazione di Palermo e danneggiando centinaia di automobili. In un primo momento si divulgò la notizia che la colata di fango avesse provocato la morte di almeno due persone, salvo poi venire smentita. |
| Novembre-Dicembre 2019     | Venezia | Laguna di Venezia, Veneto | 1                                     | Il fenomeno dell'acqua alta tra novembre e dicembre è salita oltre gli 80 centimetri per 43 volte, allagando piazza San Marco, mentre per 14 volte si sono verificate acque alte al di sopra dei 110 centimetri e in 8 occasioni oltre i 120. Il 12 novembre ha toccato 187 cm provocando la morte di 1 persona e danni incalcolabili. |
| 23-24 novembre 2019        | Eventi alluvionali a Genova, in provincia di Savona ed in provincia di Alessandria                                                                              | Liguria e Piemonte | 1                                     | La Liguria di centro-ponente ed il basso alessandrino rimangono per 48 ore nella morsa di pioggia incessante. Si verificano straripamenti del fiume Bormida ed Arroscia. A Genova del rio Ruscarolo e del rio Fegino provocando disagi e danni ad abitazioni e negozi nelle zone di Borzoli e Fegino con allagamenti ingenti in tutta la val Polcevera. Decine e decine di frane interrompono numerose strade in tutta la Liguria lasciando isolate centinaia di persone. Crolla un viadotto sul tratto iniziale di A6 Savona-Torino. In provincia di Alessandria esondano Tanaro e Bormida, provocando la morte di una persona e tantissimi danni. |
| 12 novembre 2019           | Alluvione a Matera | Basilicata | 5                                     | |
| 21-22 ottobre 2019         | Alluvione in provincia di Alessandria e nell'entroterra ligure a Campo Ligure e Rossiglione                                                                     | Piemonte e Liguria province di Alessandria e Genova | 2                                     | Alluvione causata dalla persistenza di un temporale che si autorigenerava sul mar Ligure. Colpita la zona del basso alessandrino e dell'entroterra ligure, in particolare le valli d'Orba e Stura. |
| 3 novembre 2018            | Alluvione a Casteldaccia | Sicilia provincia di Palermo | 9                                     | Nove persone muoiono annegate in una villetta a causa dell'esondazione del torrente Milicia. |
| 26-30 ottobre 2018         | Alluvione nel Trentino, Dolomiti bellunesi e Carnia | provincia di Trento, Belluno, alto Agordino, Carnia | 2?                                    | Tempesta Vaia - Centinaia di frane e smottamenti in tutto il territorio, Trentino, strade crollate ed erose dall'acqua. Torrenti e laghi esondati hanno invaso i centri abitati. Decine di case scoperchiate e interi boschi abbattuti dalla furia del vento, di un'intensità fino a 190 km/h nelle folate più forti il vento ha battuto per più di 4 ore. |
| 12 dicembre 2017           | Alluvione a Lentigione | Provincia di Reggio Emilia | 1                                     | Il torrente Enza ha rotto l'argine a Lentigione di Brescello. L'acqua è arrivata a invadere l'intero centro, centinaia le case evacuate. Ingentissimi i danni alle case ed alla zona industriale. Un morto. |
| 9-10 settembre 2017        | Alluvione di Livorno del 2017 | Toscana | 8                                     | Nonostante il preavviso della protezione civile e l'emanazione da parte della stessa di un'allerta arancione, la scarsa manutenzione del territorio e soprattutto di un torrente ha creato un allagamento consistente. Si contarono 8 vittime e gravi danni ad abitazioni e cose. Allagamenti e numerosi danni anche a Pisa. La procura ha aperto un'inchiesta. |
| 31 ottobre/1 novembre 2015 | Alluvione nella Calabria jonica | Calabria jonica | 3                                     | Ingenti danni. Colpita soprattutto la Locride, in particolar modo a Brancaleone, Ferruzzano (dove un torrente in piena causa la rottura dei binari della ferrovia) e Caulonia, dove crolla una carreggiata del ponte Allaro sulla SS106 e rieretta il 22 dicembre 2020 a distanza di cinque anni. |
| 15 ottobre 2015            | Alluvione nel Beneventano | Campania (provincia di Benevento) | 2                                     | Le abbondanti piogge hanno portato alla saturazione dei fiumi Calore, Sabato e Tammaro ed all'apertura incontrollata della diga di Campolattaro. Vi furono due morti travolti dalle acque e dal fango e si contarono danni per oltre 120 milioni di €. |
| 14 settembre 2015          | Alluvione in val Nure, val Trebbia e parte nel comune di Piacenza                                                                                               | Provincia di Piacenza | 3                                     | Nella notte fra il 13 settembre e il 14 settembre 2015 una parte della provincia di Piacenza fu devastata dalle esondazioni improvvise del Nure, dell'Aveto e della Trebbia, dovute al maltempo e ad ammassi di detriti, che causarono danni ingenti e la morte di tre persone. Le località più colpite furono Roncaglia, Ponte dell'Olio, Bettola, Farini, Ferriere, Rivergaro, Bobbio, Corte Brugnatella ed Ottone. |
| 15 novembre 2014           | Alluvione Genova in più zone della città, Savona e Ponente Ligure, sud della provincia di Alessandria, porzione nord della città di Milano, Monza e Sud Brianza | Genova, Savona ed Imperia in Liguria; provincia di Alessandria; Milano, Monza e Brianza | 7                                     | Esonda il torrente Polcevera a Pontedecimo e Bolzaneto. Esonda il torrente Cerusa creando gravi disagi a Voltri nella zona di Fabbriche; esondano molti rii nel comune Serra Riccò, esondano il rio Busalletta e Migliarese nel comune di Busalla, esondano il rio Ruscarolo e il rio Fegino a Borzoli, il rio Torbella a Rivarolo. Allagamenti ingenti nei quartieri genovesi di Pontedecimo, Bolzaneto, Rivarolo, Certosa, Pegli, Sestri Ponente, Cornigliano, Sampierdarena. Allagamenti anche ad Imperia e Savona. Disastri nella piana di Albenga con molti danni alle attività agricole. Problemi e allagamenti anche a Ceriale. Paura in Piemonte per la piena record di Orba, Stura di Ovada nella zona dell'ovadese e soprattutto per la Bormida gonfiata a dismisura da questi ultimi, che ad Alessandria raggiunge il livello record di 9,20 metri mettendo seriamente a rischio la città e la frazione di Spinetta Marengo; vasti allagamenti a causa dei rii minori sempre nelle frazioni alessandrine di Spinetta Marengo, San Michele, Valmadonna a causa dell'eccezionalità delle piogge cadute nella zona, 238 mm nell'arco della giornata. A Milano la parte nord della città viene nuovamente colpita nei quartieri Niguarda ed Isola dallo straripamento del Seveso; allagamenti nelle campagne ad est della città, a Monza e nei paesi a nord della città per la piena del Lambro. |
| 10 novembre 2014           | Alluvione di Chiavari del 2014 | Liguria Tigullio | 2                                     | A Chiavari esondano i torrenti Campodonico e Rupinaro allagando gran parte del centro storico e della stazione ferroviaria, mentre a Carasco esonda il fiume Entella. |
| 5 novembre 2014            | Alluvione di Carrara del 2014 | Alta Toscana | 2                                     | Il fiume Carrione a seguito della rilevante ondata di piena rompe l'argine in località Avenza, invadendo d'acqua l'abitato di Marina di Carrara (per un totale di 20 000 abitanti circa). In definitiva, risulteranno sfollate alcune centinaia di persone, altrettante case e fondi commerciali inagibili. Circa un terzo del territorio è finito sott'acqua: si sceglie di abbattere il muro del porto per consentire il lento deflusso delle acque. Dopo una settimana di ricovero, muore una donna che era stata trovata in casa, in condizioni critiche, a distanza di 48 ore dall'evento alluvionale. Le ditte che operavano lungo il corso del fiume esondato riporteranno danni ingenti, mentre i danni complessivi dei privati cittadini ammonterebbero, secondo una stima a 100 milioni di euro. |
| 13 ottobre 2014            | Alluvione di Parma | Provincia di Parma |                                       | Il torrente Baganza, ingrossato dalle fortissime piogge cadute soprattutto sull'Appennino, esonda in città, allagando gran parte dei quartieri Montanara e Molinetto, e distrugge il ponte medievale della Navetta; il torrente Parma, nonostante il contenimento delle acque dovuto alla cassa di espansione di Marano, sfiora il suo massimo storico al ponte Verdi, a valle della confluenza col Baganza. |
| 9-10 ottobre 2014          | Alluvione di Genova | | 9                                     | Non fu soltanto il centro della città ad essere colpito: alcuni territori dell'entroterra in particolare un piccolo paese, Montoggio, fu devastato dalle forti piogge della serata del 9 ottobre e della mattina del 10 ottobre. Montoggio ha potuto rialzarsi e riprendere la sua quotidianità grazie ai numerosi aiuti, provenienti da ogni parte d'Italia. |
| 2 agosto 2014              | Alluvione di Refrontolo | valle del torrente Lierza, affluente del fiume Soligo, presso il Molinetto della Croda | 4                                     | Un impressionante nubifragio colpisce in serata la valle del torrente Lierza (provincia di Treviso), causando una piena secolare del corso d'acqua stesso che presso il Molinetto della Croda (comune di Refrontolo), straripa investendo un centinaio di persone che erano riunite sotto un ampio gazebo per festeggiare una manifestazione locale. Tutto viene travolto dalla piena improvvisa, incluse 4 persone che sono morte nel tentativo di salvare le proprie autovetture. |
| 3 maggio 2014              | Alluvione di Senigallia e Chiaravalle | area nord della provincia di Ancona | 1                                     | Forti piogge interessano tutta la parte nord delle Marche causando piene di corsi d'acqua, allagamenti e disagi alla circolazione. Criticità elevate si hanno in provincia di Pesaro e Urbino per la piena del fiume Foglia e soprattutto in provincia di Ancona nel comune di Chiaravalle dove a causa dello straripamento del torrente Triponzio vasti allagamenti interessano molte zone della cittadina con danni seri a strade e scantinati delle abitazioni. Situazione di vera emergenza invece nel comune di Senigallia, interessato nella tarda mattinata del 3 maggio da un grave evento alluvionale: verso le ore 10 infatti presso le frazioni Bettolelle, Borgo Bicchia e Borgo Passera cede l'argine destro del fiume Misa, riversando nelle strade adiacenti un muro d'acqua e fango. Nelle strade l'acqua sfiora i 3 metri di altezza giungendo a lambire i primi piani delle abitazioni). Le acque alluvionali del Misa si estenderanno poi progressivamente verso la stessa città di Senigallia interessando inaspettatamente quasi tutta la porzione sud della città, che vede interi quartieri residenziali sommersi anche da 2 m d'acqua e fango. |
| 19 gennaio 2014            | Alluvione del modenese | area nord della provincia di Modena | 1                                     | L'argine destro del fiume Secchia si rompe nella periferia nord di Modena, in località San Matteo, inondando con circa 40 milioni di metri cubi d'acqua (400 m² al secondo) i comuni di Bastiglia (1 morto), Bomporto, San Prospero, Camposanto, Finale Emilia, Medolla e San Felice sul Panaro. Circa 600 le persone sfollate. |
| 18 novembre 2013           | Alluvione in Sardegna | Olbia, Nuoro, Uras, Bitti, Onanì, Torpè ed alcune zone dell'Ogliastra e del Medio Campidano | 18                                    | Un fronte temporalesco dal Mar Tirreno si sposta verso la Sardegna nord-orientale. Precipitazioni molto intense vanno avanti per oltre 20 ore. Si registrarono accumuli pluviometrici record, anche superiori ai 300 millimetri. Ponti crollati, viabilità in tilt, campagne allagate. Nel tardo pomeriggio di lunedì 18 novembre la tempesta si abbatte con particolare violenza su Olbia, città dove si è registrato il maggior numero di vittime. Registrate piene record dei fiumi Cedrino e Posada, in particolare quest'ultimo che con oltre 3000 m³/s inonda il paese di Torpè. |
| 7 ottobre 2013             | Alluvione di Ginosa | Ginosa (TA) | 4                                     | Un nubifragio, prolungato da particolari condizioni climatiche locali, provocò l'esondazione del torrente che scorre nella gravina di Ginosa. Le 4 vittime furono sorprese dall'arrivo improvviso dell'onda di piena. |
| 12 novembre 2012           | Alluvione della Maremma grossetana | Provincia di Grosseto | 6                                     | Esondazione dei torrenti e del fiume Albegna. I centri abitati di Albinia e Marsiliana allagati. Piena record dell'Ombrone, ma nessun danno in città. Tre morti a Marsiliana per il crollo di un ponte e un morto a Capalbio per la piena del Chiarone. Quinta vittima rinvenuta a Capalbio Scalo nelle acque del lago di Burano tre giorni dopo l'alluvione. Anziana di 73 anni deceduta dopo un mese di rianimazione. |
| 11 novembre 2012           | Alluvione di Massa e Carrara dell'11 novembre 2012 | Provincia di Massa e Carrara | 1                                     | Esondazione dei torrenti, zone sotto 1 metro di acqua per diversi giorni, numerose frane, 5 000 abitazioni colpite e 300 sfollati. Acqua non potabile in alcuni quartieri e black out elettrici. Un morto per infarto causato dall'onda di acqua che stava invadendo la cantina. |
| 22 novembre 2011           | Alluvione di Barcellona Pozzo di Gotto, Merì e Saponara | Provincia di Messina | 3                                     | Tre persone, tra cui un bambino di dieci anni, sono morti travolti dal fango a Scarcelli, frazione di Saponara. |
| 4 novembre 2011            | Alluvione di Genova | Genova e provincia | 6                                     | Il 4 novembre 2011 a seguito di un'eccezionale precipitazione si verifica una disastrosa alluvione a Genova a seguito dello straripamento del torrente Bisagno e del rio Fereggiano; alcuni quartieri genovesi (Molassana, Marassi, Quezzi, San Fruttuoso, Brignole, Foce, Quarto e Nervi) subirono ingenti danni a seguito dell'evento, compresa la perdita di vite umane. |
| 25 ottobre 2011            | Alluvione dello Spezzino e della Lunigiana | Val di Vara, Cinque Terre, Lunigiana | 13                                    | Ritmo: 520 mm in meno di 6 ore. |
| 11 giugno 2011             | Alluvione di Sala Baganza, Collecchio e Fornovo di Taro | Sala Baganza, Collecchio, Fornovo di Taro (provincia di Parma) | 1                                     | Ritmo di pioggia orario massimo: 195,2 mm/h (Stazione meteorologica di Fornovo di Taro-Neviano de' Rossi). I danni ammontano a circa 7 200 000 euro per privati e aziende e circa 450 000 euro i danni pubblici. Sono 185 le famiglie e 50 le attività produttive colpite. |
| 1-6 marzo 2011             | Alluvione tra Marche e Romagna: la frazione di Casette d'Ete, nel comune di Sant'Elpidio a Mare, è la più colpita                                               | Interessate gran parte delle Marche, il Teramano e la Romagna | 5                                     | La zona più colpita è quella di Casette d'Ete, frazione di Sant'Elpidio a Mare (FM), dove straripa l'Ete Morto: muoiono due persone, padre e figlia, travolte con la loro auto dall'acqua. A Venarotta (AP) un'anziana donna perde la vita cadendo in un fosso in piena. Altre due persone muoiono rispettivamente a Cervia (RA) e Teramo, affogando all'interno delle loro auto bloccate in dei sottopassi allagati. Danni diffusi, soprattutto nelle provincie di Teramo, Ascoli Piceno, Fermo, Macerata ed Ancona. |
| 1º e 2 novembre 2010       | Alluvione del Veneto | Vicenza ed hinterland, aree collinari e montane della zona nord-ovest del Vicentino, aree extraurbane ad ovest ed a sud-est di Padova, bassa Padovana sud-occidentale, alcuni comuni tra Vicenza e Verona | 3                                     | 540 mm di pioggia caduti in 24 ore nel solo vicentino. 200 000 animali deceduti. 500 000 persone interessate. 140 km² direttamente allagati. Oltre 1 miliardo di Euro di danni. |
| 5 ottobre 2010             | Prato | Comune e provincia di Prato | 3                                     | Un violento temporale scarica 100 mm in meno di due ore, 3 cinesi rimangono annegate in un sottopasso con la loro macchina, numerose case e strade allagate, diverse macchine distrutte. |
| 4 ottobre 2010             | Alluvione a Genova Sestri Ponente, Varazze, Cogoleto | Liguria città metropolitana di Genova e provincia di Savona | 1                                     | A Sestri Ponente straripano il torrente Chiaravagna, Cantarena e Molinassi dopo la caduta di circa 400 mm di pioggia in poche ore sulle alture, 350 a Pegli, 310 a Varazze, 300 a Genova Bolzaneto e Genova Pontedecimo, Genova ed il suo hinterland sono stati colpiti da un evento alluvionale lampo eccezionale. |
| 9 settembre 2010           | Alluvione e colata di detrito ad Atrani | Costiera amalfitana in provincia di Salerno | 1                                     | A causa delle forti piogge intorno alle ore 18:30 esonda il Torrente Dragone che scorre al di sotto del centro abitato. Danni segnalati anche nei vicini comuni di Scala, Ravello e Tramonti ove per alcune ore è mancata la corrente elettrica. |
| 1º ottobre 2009            | Alluvione nel messinese ionico e colate di detrito nelle frazioni di Giampilieri Superiore, Altolia e Briga Superiore e nel comune di Scaletta Zanclea          | Provincia di Messina | 36                                    | A causa delle forti piogge e del dissesto idro-geologico della zona a carattere torrentizio, si generano una serie di colate detritiche che travolgono numerose abitazioni e automobilisti tra Giampilieri Superiore e Scaletta Zanclea. |
| 18 luglio 2009             | Alluvione a Cancia, nel comune di Borca di Cadore, e nei paesi di Valesella, San Vito di Cadore, e Acquabona                                                    | Valboite in provincia di Belluno | 2                                     | Una frana di sessantamila metri cubi di acqua e ghiaia si stacca dal monte Antelao e scivola sull'abitato di Cancia nel comune di Borca di Cadore; uccidendo due persone. |
| 22 ottobre 2008            | Alluvione e colata di detrito nel comune di Capoterra | Capoterra (CA) | 4 a Capoterra e 1 a Sestu (CA)        | A causa delle forti piogge cadute nel bacino del Rio S. Gerolamo si verificano esondazioni improvvise e violente in una zona urbanizzata, compresa tra le località di Poggio dei Pini, San Girolamo e Torre degli Ulivi. Tutti i suoi affluenti minori sono interessate da colate improvvise di acqua e detriti con un enorme trasporto solido, che ostruiscono i ponti e ne causano il collassamento. |
| 29 maggio 2008             | Alluvione e colata di detrito nel comune di Villar Pellice | Villar Pellice (TO) | 4                                     | A causa delle forti piogge, nell'alveo del Rio Cassarot, tributario del torrente Pellice, si genera una colata detritica torrentizia che travolge una casa e ne danneggia altre 3 in Borgata Garin. |
| 3 luglio 2006              | Alluvione di Vibo Valentia | Vibo Valentia e provincia | 4                                     | L'evento pluviometrico eccezionale (circa 190 mm di pioggia in due ore registrati al pluviometro di Vibo Valentia) causò e l'esondazione dei torrenti nelle località di Bivona e Vibo Marina e l'attivazione di frane, colate e valanghe di detriti, con notevoli danni a edifici ed alla viabilità del territorio. |
| 30 aprile 2006             | Frana a Ischia | Città metropolitana di Napoli | 4                                     | Muore un padre con le sue tre figlie nel crollo della villetta colpita dalla frana. Duecento gli sfollati. |
| 22 ottobre 2005            | Alluvione del torrente Picone | Città metropolitana di Bari | 7                                     | Danni a Bari e Cassano delle Murge, con 7 vittime, per la piena e l'esondazione del torrente Picone che trascinò in mare una vettura in transito a Bari, fece crollare un ponte a Cassano delle Murge, invase un parco ricreativo realizzato in una cava dismessa, riempiendola (senza vittime) e provocò lo smottamento di un tratto di ferrovia che solo per caso non ebbe conseguenze disastrose, ad Acquaviva delle Fonti, dove un treno in transito superò il tratto franato e deragliò restando in parte sospeso sulle rotaie (22 feriti). |
| 25 settembre 2005          | Alluvione di Terracina | Terracina | 1 (indiretta)                         | Violente precipitazioni, precedute da una tromba d'aria poco prima, si abbattono dal tardo pomeriggio sui rilievi della città con successive colate di fango sui quartieri periferici. Strade e cantine allagate. Crolli di muri di contenimento nel centro storico e sul Tempio di Giove Anxur. Danni e feriti. |
| 23 settembre 2003          | Alluvione di Carrara del 2003 | Provincia di Massa-Carrara | 2                                     | Cadono sul bacino del torrente Carrione oltre 200 mm di pioggia in sole due ore e mezza. La conseguente onda di piena improvvisa del corso d'acqua, causerà problemi in alta valle a Colonnata, Forno e Torano per poi investire parte del centro storico di Carrara e la frazione di Avenza, inondando le strade con anche 2 metri d'acqua, causando gravi danni e 2 vittime. |
| 8 settembre 2003           | Alluvione di Palagiano | Palagiano e parte occidentale della provincia di Taranto comprendente i comuni di: Massafra-Palagianello-Castellaneta-Mottola                                                                             | 2                                     | Evento eccezionale: tra i 224 mm di pioggia caduti in tre ore registrati nella stazione pluviometrica di Castellaneta ed i 212 mm di pioggia registrati nella stazione pluviometrica di Massafra. La pioggia comincia incessante circa alle sette mentre l'onda di piena arriva verso le 13:45 riversando acqua e fango in buona parte del centro abitato di Palagiano che rimane isolato per alcune ore. Le acque provengono dalle numerose gravine che raccolgono l'acqua a monte della zona murgiana. Ingentissimi i danni nel centro urbano: 57 le ordinanze di sgombero delle abitazioni, di cui 39 per danno strutturale e 18 per problemi igienico-sanitari, 51 le persone alloggiate in albergo, 98 le famiglie sfollate che fortunatamente possono successivamente tornare nelle proprie abitazioni. Numerosi i ponti crollati e strade danneggiate (ponte crollato sopra il torrente Lamoscella della ss106 dir, danni carreggiata ss100 e numerosi ponti crollati nelle strade provinciali e comunali). Danni ingenti per il comparto agricolo. Totali danni stimati in 28 milioni di euro nel solo comune di Palagiano. |
| 29 agosto 2003             | Val Canale e Canal del Ferro | Provincia di Udine | 2                                     | A Pontebba caddero oltre 300 mm di pioggia in circa 6 ore. Una frana invase l'autostrada A23. |
| 24 e 26 novembre 2002      | Alluvione di Pordenone | Provincia di Pordenone | -                                     | Piogge eccezionali su tutta l'area montana: 532 mm, a Claut ed Andreis in Valcellina. A Piancavallo, l'acqua ha raggiunto 522 millimetri. La somma delle precipitazioni, ha assunto un valore comparabile con quello del 1966 (durata dell'evento 36 ore) Fortissimo vento di scirocco che impedì lo sversamento in mare delle acque dei fiumi Livenza, Meduna, Noncello. Cedimento dell'argine del fiume Noncello, nel centro di Pordenone. Ingentissimi danni sofferti dall'area urbana di Pordenone per estesi consistenti allagamenti che non hanno risparmiato il centro storico. |
| 6 e 23 novembre 2000       | Alluvione nella Riviera di Ponente | Province di Imperia e Savona | 7                                     | Tre morti nel primo evento alluvionale, in cui si ebbe l'esondazione, fra gli altri, dei torrenti Verbone ed Armea. 4 morti nel secondo evento (2 ad Imperia e 2 a Ceriana). |
| 13-16 ottobre 2000         | Alluvione del Piemonte del 2000 | Piemonte, Valle d'Aosta, Liguria, Lombardia | 23 e 11 dispersi, 40 000 sfollati.    | Le forti precipitazioni interessarono soprattutto il nord della regione nelle zone della Val di Susa, Canavese, Ossola e tutta la regione Val d'Aosta. Notevoli danni avverranno nella valle dell'affluente di sinistra Pellice ed il sub-affluente Chisone; nel tratto medio invece, presso l'area metropolitana di Torino verrà alluvionata in parte la città di Moncalieri. Più a valle a subire seri danni dalla piena del Po sarà il comune di San Mauro Torinese. Coinvolta anche la città di Casale Monferrato, soprattutto nei quartieri di Oltreponte e nelle frazioni di Casale Popolo e Terranova. Da qui la piena proseguirà in Lombardia, Emilia-Romagna e Veneto superando tutti i valori raggiunti nel 1994 e in alcuni tratti anche quelli raggiunti durante la disastrosa alluvione del Polesine del 1951 senza causare però danni particolari. |
| 9 settembre 2000           | Alluvione della Calabria del 2000 | Soverato | 13 e un disperso.                     | 441 i millimetri di pioggia caduti sul territorio di Soverato, 150 i chilometri di costa tra le province di Catanzaro e Reggio Calabria colpiti e devastati dal maltempo. |

## Alluvioni ed inondazioni avvenute in Italia fra il 1947 e il 1999
| Data                | Comune                                                                        | Area geografica | Vittime                                    | Cause e/o colpevoli | Note |
| ------------------- | ----------------------------------------------------------------------------- | --- | ------------------------------------------ | --- | --- |
| 16 dicembre 1999    | Cervinara                                                                     | Valle Caudina, provincia di Avellino | 5                                          | Piogge intense | A causa di intense piogge una frana fangosa si abbatte sulle frazioni di Ioffredo e Castello, causando cinque vittime e distruggendo o danneggiando vari edifici. |
| 27 settembre 1998   | Messina                                                                       | Messina | 4                                          | Esondazione torrente Annunziata e torrente Pace | Un nubifragio colpisce la zona nord della città, in particolare il viale Annunziata dove perdono la vita un uomo cingalese il cui corpo non è stato mai ritrovato e quasi un'intera famiglia(genitori e una dei 3 figli) mentre facevano rientro a casa con la loro automobile. |
| 5 maggio 1998       | Alluvione di Sarno, Siano, Bracigliano, Quindici e San Felice a Cancello      | Valle del Sarno, Vallo di Lauro in Campania                                                                                                 | 160                                        | Cause naturali, piogge consistenti, dissesto idrogeologico. | Decine di eventi franosi su entrambi i versanti del monte Pizzo d'Alvano (Sarno e Quindici) e zona frontale e dorsale del monte "Le Porche" di Siano provocano enormi colate di fango che si riversano sulle abitazioni. |
| 14 ottobre 1996     | Alluvione di Crotone                                                          | Crotone | 6                                          | Piogge consistenti. | Dopo ore di piogge ininterrotte una piena secolare del fiume Esaro investe gran parte della città di Crotone causando morti e danni ingentissimi. |
| 19 giugno 1996      | Alluvione della Versilia                                                      | Versilia | 13 e 1 500 senzatetto                      | | Una cella temporalesca locale non prevista formatasi a causa dello scontro tra un fronte freddo da nord e un fronte caldo dal mare, scarica 474 mm di pioggia in 12 ore in una zona circoscritta delle Alpi Apuane, causando una piena eccezionale del fiume Vezza-Versilia e centinaia di frane di versante in un bacino idrografico molto ristretto, con esiti devastanti per il fondovalle e l'allagamento di ampie zone della pianura di uscita. |
| 12 settembre 1995   | Alluvione in Lombardia                                                        | Lombardia nord-occidentale | 1 e centinaia di sfollati                  | Una violenta perturbazione provocò l'esondazione di vari corsi d'acqua tra i quali in particolare l'Olona. | |
| 13 marzo 1995       | Alluvione a Acireale, Giarre, Riposto e Mascali                               | Sicilia orientale | 11 e 7 dispersi                            | Torrenti in piena, mareggiate, bufere di vento: interrotte strade, autostrade e ferrovie. Affonda la nave greca "Pelhunter" a 140 miglia a Sud Est delle coste catanesi. | Sei morti per il nubifragio a Giarre, Acireale e Riposto. Tre superstiti, cinque morti e sette dispersi per l'affondamento della nave greca "Pelhunter".. |
|                     |                                                                               | |                                            | | |
| 5 novembre 1994     | Alluvione in Piemonte                                                         | Fiume Tanaro e tratta basso-piemontese del fiume Po                                                                                         | 70 e 2 226 senzatetto                      | Cause naturali e dissesto idrogeologico. | Dopo 3 giorni di piogge incessanti (oltre 600 mm) su gran parte del Piemonte meridionale, si verificano piene record del fiume Tanaro e di molti suoi affluenti, in particolare il Belbo, che investono decine di comuni nelle province di Cuneo, Asti e Alessandria causando una delle più gravi ed estese alluvioni di sempre in Piemonte; tra i centri più colpiti Garessio, Ceva, Bastia Mondovì, Clavesana, Monchiero, Alba, Santo Stefano Belbo, Canelli, Asti, Castello d'Annone e Alessandria; esonda anche il Po a valle di Torino presso Palazzolo Vercellese inondando Trino, Morano sul Po e la frazione Popolo di Casale Monferrato causando problemi alla tenuta degli argini sino e oltre Valenza, in particolar modo ad Alluvioni Cambiò. |
| 2 novembre 1993     | Alluvione Sicilia Centrale                                                    | Comuni di Campofranco, Grotte, Mussomeli, Aragona, Comitini, Sutera, Racalmuto                                                              | 1                                          | Nubifragio | Esondazione fiume Platani da cui convogliano le acque dei comuni colpiti |
|                     |                                                                               | |                                            | | |
| 24 settembre 1993   | alluvione in Piemonte del settembre - ottobre                                 | Valli dell'Ossola, fiume Sesia, Bacino della Dora Baltea, Valli del Canavese, Valli di Lanzo, Bacino della Dora Riparia, Provincia di Cuneo |                                            | Nubifragi | |
| 23 settembre 1993   | Alluvione a Genova                                                            | Genova | 2 e 3 dispersi                             | Nubifragio. | Esondazione dei torrenti Varenna, Leira, San Pietro ed altri corsi d'acqua del ponente genovese. |
| 31 ottobre 1992     | Alluvione di Poggio a Caiano                                                  | Poggio a Caiano, Toscana | 0                                          | Cause naturali. | Il torrente Ombrone Pistoiese rompe gli argini la notte del 31 ottobre 1992 inondando il paese. |
| 27 settembre 1992   | Alluvione a Genova                                                            | Genova | 2                                          | Cause naturali. | Esondazione dei torrenti Bisagno e Sturla. |
| 22 settembre 1992   | Alluvione a Savona                                                            | Savona, Quiliano, Vado Ligure | 3                                          | Piogge consistenti | Esondazione dei torrenti Letimbro e Quiliano. |
| 15 novembre 1991    | Alluvione di Campi Bisenzio                                                   | Campi Bisenzio | 1                                          | | |
| estate 1987         | Alluvione della Valtellina                                                    | Valtellina | 53                                         | Cause naturali e dissesto del territorio. | A causa di forti e persistenti precipitazioni vi fu l'esondazione del fiume Adda e di alcuni torrenti e frane in Valtellina. Vengono seppelliti da una frana i paesi di Aquilone e San Antonio Morignone. |
| 19 luglio 1985      | Catastrofe della Val di Stava                                                 | Stava, frazione del comune di Tesero | 268                                        | I direttori della miniera e alcuni responsabili delle società che intervennero nelle scelte circa la costruzione e la crescita del bacino superiore (Montedison, Industria marmi e graniti per conto della Fluormine, Snam per conto della Solmine, Prealpi Mineraria) e i responsabili del Distretto minerario della Provincia autonoma di Trento che omisero del tutto i controlli sulle discariche. | I bacini di decantazione della miniera di Prestavel ruppero gli argini scaricando 160000 m³ di fango sull'abitato di Stava. |
| 8-9 novembre 1982   | Esondazione del fiume Taro                                                    | Provincia di Parma | 0                                          | Cause naturali e dissesto del territorio. | L’8 novembre 1982, a seguito di eccezionali violentissime piogge interessanti l'alta valle del Taro, il fiume entrava in piena rompendo le arginature. Comuni interessati: Fornovo Taro, Parma, Trecasali, San Secondo e Sissa. |
| 19 luglio 1981      | Alluvione di Salorno                                                          | Salorno | 0                                          | Rottura degli argini del fiume Adige | Alle 3.15 del 19 luglio, a seguito di eccezionali piogge, l'Adige ruppe l'argine a nord di Salorno, all'altezza dell'abitato di Laghetti. L'acqua inondò l'abitato sommergendolo fino a 6 m, per tre giorni. |
| 7-8 ottobre 1977    | Alluvione in Piemonte e Valle d'Aosta                                         | Province di Asti, Alessandria, Verbano-Cusio-Ossola, Canavese, bassa Valle d'Aosta, Valle Stura nella città metropolitana di Genova         | 15 e 2 dispersi                            | Nubifragi. | |
| 12 ottobre 1974     | Alluvione a Castellammare del Golfo                                           | Castellammare del Golfo | 3                                          | Esondazione del torrente Petrazzi | Valanga di fango ed esondazione del torrente soprattutto sul quartiere Petrazzi |
| 7-8 ottobre 1970    | Alluvione a Genova                                                            | Città metropolitana di Genova | 44                                         | Cause naturali e dissesto del territorio. | Il 7 e l'8 ottobre 1970, a Genova straripano in più punti e travolgono varie parti della città i torrenti Bisagno Polcevera, Leira, Chiaravagna e Cantarena. Piogge molto intense e localizzate che sono tipiche della costa ligure, accumularono circa 900 mm d'acqua in 24 ore. La più colpita fu Genova, ma gravissimi danni ebbero anche in altri 20 comuni delle province di Genova tra i quali il più colpito fu Masone. Le vittime furono 44, di cui 35 morti, 8 dispersi. Gli sfollati furono oltre 2 000. |
| 2-3 novembre 1968   | Alluvione del Piemonte del 1968                                               | Biellese, Astigiano | 72                                         | Cause naturali. | Sommersi interi paesi; nella sola Valstrona l'alluvione causò 58 morti. Distruzione di edifici e fabbriche così che molte aziende dovettero ricorrere alla cassa integrazione. |
| 4 novembre 1966     | Alluvione nel Triveneto                                                       | Veneto, Trentino e Friuli | 18 in Trentino 20 in Friuli, 36 in Veneto. | Piogge eccezionali su tutta l'area, unite ad un repentino aumento termico con il rapido disgelo della neve precedentemente caduta in montagna, e ad un fortissimo vento di scirocco che impedì lo sversamento in mare delle acque meteoriche. | Esondazione di tutti i fiumi dei bacini dell'Adige, Brenta-Bacchiglione, Piave, Livenza e Tagliamento; numerosi i centri urbani sott'acqua, decine di km² di campagna sommersa; gravissimi danni ovunque. |
| 4 novembre 1966     | Alluvione di Venezia                                                          | Veneto | 3                                          | Fortissimi venti sciroccali (raffiche di 52 nodi). A questo si aggiunse una disastrosa mareggiata che comportò lo sfondamento in più punti dei murazzi | Piazzetta San Marco sotto 1,5 m e la zona della Punta della Salute sotto un massimo di 1,94 m. Danni inestimabili alla struttura ed al patrimonio artistico di Venezia |
| 4 novembre 1966     | Alluvione di Firenze                                                          | Toscana | 34                                         | Eccezionale ondata di maltempo. | Danni inestimabili anche al notevole patrimonio artistico di Firenze. |
| 4 novembre 1966     | Alluvione di Grosseto                                                         | Toscana, Maremma | 1                                          | Rottura degli argini del fiume Ombrone dovuta al forte maltempo. | Dieci milioni di metri cubi di acqua e fango inondarono la città, 4500 al secondo, raggiungendo i 4 metri in pochissimo tempo. |
| 2 settembre 1965    | Alluvione del Friuli                                                          | Latisana, Villa Santina, Codroipo, Pordenone                                                                                                | 11                                         | Forti precipitazioni. | Sulle montagne del Friuli cadono fino a 828 mm in 48 ore (Barcis). Il fiume Tagliamento esonda presso Villa Santina e a sud di Codroipo. |
| 9 ottobre 1963      | Disastro del Vajont                                                           | Longarone, Erto e Casso | Circa 2 000 (ufficialmente 1 917)          | Tecnici della SADE ed ENEL | Una frana si stacca dal Monte Toc, cade nel bacino della diga e crea un'onda che danneggia Erto e Casso ed distrugge Longarone. |
| 23-25 novembre 1959 | Alluvione nel Metapontino                                                     | Metaponto | 11                                         | Piogge e dissesto idrogeologico. | Nell'arco di pochi chilometri, sboccano uno vicino all'altro i cinque fiumi lucani. Quando sono in piena e al contempo il vento soffia verso terra, enormi masse d'acqua inondano una fascia larga una ventina di chilometri caratterizzata da un'intensa attività agricola. |
| 5 settembre 1959    | Alluvione ad Ancona                                                           | Ancona | 10                                         | Cause naturali. | |
| 25-26 ottobre 1954  | Alluvione di Salerno                                                          | Vietri sul Mare, Cava de' Tirreni, Salerno, Maiori, Minori, Tramonti                                                                        | 318 e 250 feriti, 5 500 senzatetto         | | Comincia a piovere verso le ore 17:00 e in meno di 24 ore cadono più di 500 mm di pioggia. I torrenti in piena trascinano via ponti, strade e case. Numerose frane. Spazzato via il villaggio di Molina. Per l'immenso apporto di detriti cambia l'aspetto della fascia costiera salernitana. |
| 21 ottobre 1953     | Reggio Calabria                                                               | Reggio Calabria | 51 e 100 dispersi.                         | Evento meteo intenso, predisposizione strati geologici superficiali, orografia, rottura argini. | La fiumana Valanidi, a ovest di Reggio Calabria, raggiunge portate di massa prudenziali di 420 m³/s. Le falde degradate, per via anche delle elevate pendenze delle pareti del vallone della fiumana, incrementando il peso specifico del liquido, aumentano la forza d'urto della piena. Valore puntale di pioggia di 82,6 mm 1 ora. |
| 19 settembre 1953   | Alluvione in val Trebbia                                                      | Genova, val Trebbia, provincia di Genova, provincia di Piacenza                                                                             | 10                                         | Cause naturali, nubifragi, rottura argini, interruzione strade, frane e dissesto idrogeologico. | Esondazione del torrente Bisagno e del Trebbia. Interruzione strada statale 45 e crollo del ponte di Marsaglia di Corte Brugnatella. Centrali elettriche fuori uso. Ritmo: 280 mm di pioggia caduti in 4 ore. |
| 9 luglio 1953       | Alluvione in Val Camonica                                                     | Darfo, Pisogne, Sale Marasino, Vello, Zone                                                                                                  | 16                                         | Nubifragi. | Esondazione dei torrenti Bagnadore e Opolo. 3 morti a Marone, 11 a Pisogne e 2 a Zone. Danni per 1 miliardo di Lire dell'epoca. |
| 14 novembre 1951    | Alluvione del Polesine                                                        | Polesine | 84                                         | | Cause naturali e dissesto del territorio. |
| 8 novembre 1951     | Alluvione a Tavernerio                                                        | Tavernerio | 16                                         | Frana. | A seguito di intense piogge (120 mm in 24 ore) dalla montagna si staccò una frana che finì nel Cosia, ostruendone il corso e producendone l'esondazione. |
| 14 -19 ottobre 1951 | Calabria: Nardodipace, Africo, Canolo, Careri, Plati. Sardegna: Gairo, Osini. | Sicilia, Calabria e Sardegna | 70                                         | Precipitazioni consistenti, dissesto idrogeologico. | Calabria: In quattro giorni sono caduti 1770 mm di pioggia. L'evento meteo intenso ha interessato 67 comuni, provocando 4500 senzatetto, con 1700 abitazioni crollate o inagibili. Sardegna centro-orientale: piogge forti e persistenti, record nei 2 e 3 giorni: 1014 mm e 1 431 in località Sicca d'Erba, abbandono di alcuni centri decretati non più agibili. |
| 2 ottobre 1949      | Alluvione di Benevento                                                        | Benevento | 20                                         | Piogge torrenziali | Esondazione del fiume Calore Irpino. |
| 4 settembre 1948    | Alluvione in Piemonte                                                         | Provincia di Asti, Albese, Chivasso, Piemonte Orientale                                                                                     | 49                                         | Cause naturali, piogge consistenti, dissesto idrogeologico. | Esondazione dei torrenti Borbore, Triversa e fiume Tanaro. 16 morti (aumentati a 49 con i violenti nubifragi del 12-14 settembre) oltre 400 senzatetto. |

## Alluvioni e inondazioni avvenute nel Regno d'Italia fra il 1861 e il 1946
| Data               | Comune                                                | Morti     | Area geografica                                                  | Cause e/o colpevoli | Note |
| ------------------ | ----------------------------------------------------- | --------- | ---------------------------------------------------------------- | --- | --- |
| 2 novembre 1944    | Alluvione di Grosseto                                 |           | Toscana, Maremma                                                 | Un violento nubifragio colpì la città di Grosseto provocando l'esondazione del fiume Ombrone.                                                                    | Grossi danni in città, completamente sommersa dalla piena. |
| 13 agosto 1935     | Disastro di Molare                                    | 111       | Valle dell'Orba                                                  | Malgrado l'ineguadezza delle misure di sicurezza, il processo si concluse con l'assoluzione di dodici imputati.                                                  | A causa di una violenta precipitazione il lago di Ortiglieto straripò a Molare, inondando diversi paesi e le campagne in provincia di Alessandria. |
| 21 febbraio 1931   | Alluvione di Palermo                                  | 11        | Palermo                                                          | Ondata eccezionale di precipitazioni per cinque giorni continue, e forte vento di Tramontana.                                                                    | Strariparono i principali fiumi che attraversano la città, l'Oreto, il Kemonia e il Papireto, con una conseguente inondazione di quasi tutti i quartieri, tale evento per intensità ed entità dei danni, non si è più verificato a oggi, nel capoluogo siciliano. Inoltre, crollarono mura e alti edifici. |
| 22 novembre 1926   | Alluvione di Campi Bisenzio                           | 1         | Campi Bisenzio                                                   | | |
| 26 marzo 1924      | Amalfi                                                | 61        | Costiera amalfitana                                              | Nubifragio | |
| 1º dicembre 1923   | Disastro del Gleno                                    | 356       | Valle di Scalve                                                  | Dal processo, che si tenne dal gennaio 1924 al luglio 1927 e si concluse con la condanna del titolare della società concessionaria e del progettista della diga. | Una delle arcate centrali della diga cedette e le acque del lago artificiale si riversarono nella vallata sottostante. |
| 20 settembre 1920  | Alluvione in Friuli                                   |           | Provincia di Udine                                               | Cause naturali. | Esondazione dei fiumi Corno, Cormor, Torre, Natisone e altri. |
| 24 ottobre 1910    | Alluvione in Campania                                 | Circa 200 | Costiera amalfitana, Salerno, Casamicciola sull'Isola d'Ischia   | Cause naturali. | Più della metà delle vittime si ebbe a Cetara (SA). |
| 17 novembre 1908   | Alluvione in Sicilia e Calabria                       | >20       | Costa orientale della Sicilia e parte meridionale della Calabria | Cause naturali. | A Riposto, uno dei centri più danneggiati, caddero 465 mm in 24 ore. |
| 26 settembre 1902  | Uragano in Sicilia                                    | Oltre 300 | Sicilia                                                          | Cause naturali. | Un violento uragano devasta la Sicilia uccidendo oltre 300 persone. La città maggiormente colpita fu Modica. |
| 5 ottobre 1889     | Alluvione di Quartu                                   | 25        | Quartu Sant'Elena e villaggi vicini                              | Cause naturali | Un violento nubifragio colpì la città con l'acqua alta 60 centimetri, distruggendo anche interamente centinaia di case, lasciando centinaia di feriti e sfollati oltre che 25 morti. |
| 17 settembre 1882  | Alluvione del Polesine Inondazione di Verona del 1882 |           | Verona, Valli Grandi Veronesi, Polesine                          | Dissesto idrogeologico. | |
| 21 settembre 1868  | Alluvione di Parma                                    | 21        | Emilia-Romagna                                                   | Straripamento dei torrenti Parma e Baganza. | La città di Parma sommersa dalla piena, con numerose vittime nell'oltretorrente ad ovest della città. |
| 4-5 settembre 1862 | Alluvione di Sant'Anna                                | 39        | Antrodoco e Borgo Velino (Rieti)                                 | Straripamento del fiume Velino. | Alle undici di sera il Velino ingrossa improvvisamente, fino a raggiungere i cinque metri sul livello ordinario, e nel corso della notte trascina via il convento di Sant'Anna e 29 abitazioni. |
| 9 luglio 1861      | Tornado della Sicilia                                 | 500       | Sicilia                                                          | | |

## Alluvioni e inondazioni avvenute sul territorio italiano prima del 1861
| Data              | Comune                                        | Morti         | Area geografica       | Cause e/o colpevoli | Note |
| ----------------- | --------------------------------------------- | ------------- | --------------------- | --- | --- |
| 14 febbraio 1855  | Pieve Santo Stefano                           |               | Valtiberina           | frana del Poggio di Belmonte che ostruisce il corso del Tevere                                                                                           | |
| 8 novembre 1851   | Alluvione di Castellammare del Golfo del 1851 | 39            | Sicilia               | valanghe provenienti dal Monte Inici | Inondazione catastrofica successa in pienissima notte. |
| 3 novembre 1844   | Alluvione di Firenze                          |               | Toscana               | Esondazione del fiume Arno. | |
| 1777              | Alluvione di Pisa                             |               | Toscana               | Esondazioni del fiume Arno. | Rovinosa esondazione dell'Arno. |
| febbraio 1763     | versante ionico della Provincia di Messina    | alcune decine | Sicilia               | Piogge torrenziali e tifone. | Nei giorni di carnevale la Fiumara d'Agrò, il Torrente Savoca ed il Torrente Pagliara ruppero gli argini travolgendo alcune borgate rivierasche dei comuni di Savoca e Pagliara; anche il Mare Ionio fece la sua parte: altissimi cavalloni seminarono morte e distruzione. |
| 19 maggio 1680    | Alluvione di Pisa                             |               | Toscana               | Esondazioni del fiume Arno. | Le acque del fiume superarono di 30 cm gli argine e unite alle fogne incapaci di scolare nel fiume allagarono le parti più basse della città. |
| 1º novembre 1666  | Rovina del Goglio del 1º novembre 1666        | 67            | Lombardia             | frana e esondazione del torrente Goglio | La frana del monte Cima Bani creò un bacino nel torrente Goglio che esondando distrusse parte del paese di Gromo. |
| 27 settembre 1557 | Alluvione di Palermo                          | circa 7 000   | Conca d'Oro           | | È poco nota ma resta una delle alluvioni più sterminatrici della storia italiana. L'alluvione del 1557 uccise circa 7 000 palermitani e numerosi animali tra cavalli e buoi, le cui carcasse venivano trascinate dalla furia del fango fino al porto della città. Una spaventosa ondata di fango venne giù dai Monti di Palermo, colmi di valloni e gole del maltempo e si accumulò nella depressione sotto le mura della città fino a toccare i quattro metri di altezza. |
| 13 settembre 1557 | Alluvione di Firenze                          |               | Toscana               | Esondazione del fiume Arno. | Una delle più disastrose alluvioni che abbiano colpito Firenze, provocò il crollo di molti palazzi e danni alla città. |
| autunno 1438      | Rotta della Malopera                          |               | Polesine              | Forse la breccia fu aperta per motivi bellici. | Il Tartaro è disalveato e l'Adige cambia letto. |
| 4 novembre 1333   | Alluvione di Firenze                          |               | Toscana               | Esondazione del fiume Arno. | La più catastrofica alluvione che abbia colpito Firenze, provocò ingenti danni alla città e il crollo di tutti i ponti compreso il Ponte Vecchio. |
| autunno 1167      | Alluvioni di Pisa                             |               | Toscana               | Esondazioni del fiume Arno. | Nel corso di un piovosissimo autunno l'Arno esonda a Pisa ben nove volte fra settembre e novembre creando innumerevoli danni e crolli. |
| 1152              | Rotta di Ficarolo                             |               | Polesine              | Dissesto idrogeologico. | Il corso principale Po abbandona l'antico letto, il Po di Volano, e resta disalveato per una ventina d'anni prima di venire regolato nuovamente. |
| 950               | Rotta del Pinzone                             |               | Polesine              | | L'Adige e il Tartaro cambiano il proprio alveo. |
| 17 ottobre 589    | Rotta della Cucca e altri eventi              | Innumerevoli  | Veneto, Liguria, Roma | Dissesto idrogeologico seguito alla scarsa manutenzione dei fiumi dopo la caduta dell'Impero Romano d'Occidente e peggioramento generalizzato del clima. | Strade, sentieri, campagne e interi villaggi furono distrutti. In seguito all'alluvione ci fu un incendio a Verona e un'epidemia a Roma. Secondo la tradizione storiografica veneta, questo evento causò anche lo sconvolgimento del corso dei fiumi della pianura veneto-friulana; la bassa pianura Padana fu trasformata in un'enorme palude. |

## Dati sul rischio di alluvioni in Italia

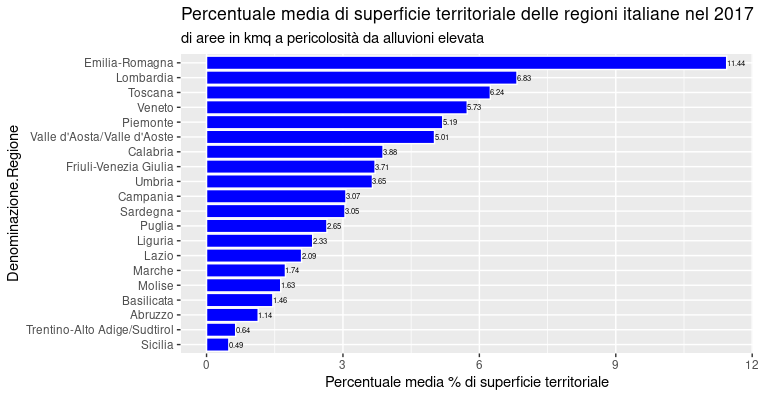
Fonti:

| Comune                  | Provincia                   | Regione                     | Percentuale territorio a pericolosità alluvioni elevata (%) | Area a pericolosità alluvioni elevata (kmq) | Superficie territoriale (kmq) |
| ----------------------- | --------------------------- | --------------------------- | ----------------------------------------------------------- | ------------------------------------------- | ----------------------------- |
| Teramo                  | Teramo                      | Abruzzo                     | 1,85                                                        | 2,83                                        | 152,8397                      |
| L'Aquila                | L'Aquila                    | Abruzzo                     | 1,65                                                        | 7,8                                         | 473,9065                      |
| Pisticci                | Matera                      | Basilicata                  | 8,85                                                        | 20,67                                       | 233,6685                      |
| Irsina                  | Matera                      | Basilicata                  | 6,93                                                        | 18,25                                       | 263,453                       |
| Montescaglioso          | Matera                      | Basilicata                  | 4,78                                                        | 8,4                                         | 175,7988                      |
| Ferrandina              | Matera                      | Basilicata                  | 3,71                                                        | 8,09                                        | 218,1084                      |
| Matera                  | Matera                      | Basilicata                  | 3,39                                                        | 13,28                                       | 392,081                       |
| Melfi                   | Potenza                     | Basilicata                  | 2,53                                                        | 5,22                                        | 206,2061                      |
| Stigliano               | Matera                      | Basilicata                  | 1,88                                                        | 3,96                                        | 211,1429                      |
| Genzano di Lucania      | Potenza                     | Basilicata                  | 1,52                                                        | 3,18                                        | 208,9252                      |
| Crotone                 | Crotone                     | Calabria                    | 5,78                                                        | 10,52                                       | 181,9948                      |
| Cassano all'Ionio       | Cosenza                     | Calabria                    | 5,54                                                        | 8,81                                        | 159,0676                      |
| Lamezia Terme           | Catanzaro                   | Calabria                    | 4,99                                                        | 8,1                                         | 162,4255                      |
| Reggio di Calabria      | Reggio Calabria             | Calabria                    | 3,57                                                        | 8,54                                        | 239,0362                      |
| Castrovillari           | Cosenza                     | Calabria                    | 2,87                                                        | 3,75                                        | 130,6355                      |
| Longobucco              | Cosenza                     | Calabria                    | 2,15                                                        | 4,56                                        | 212,2541                      |
| Cutro                   | Crotone                     | Calabria                    | 1,73                                                        | 2,31                                        | 133,6859                      |
| Taverna                 | Catanzaro                   | Calabria                    | 1,33                                                        | 1,76                                        | 132,3058                      |
| Acri                    | Cosenza                     | Calabria                    | 1,12                                                        | 2,25                                        | 200,6274                      |
| Capaccio Paestum        | Salerno                     | Campania                    | 8,66                                                        | 9,79                                        | 113,0263                      |
| Sessa Aurunca           | Caserta                     | Campania                    | 7,77                                                        | 12,6                                        | 162,1871                      |
| Eboli                   | Salerno                     | Campania                    | 6,62                                                        | 9,11                                        | 137,5727                      |
| Benevento               | Benevento                   | Campania                    | 3,61                                                        | 4,72                                        | 130,834                       |
| Campagna                | Salerno                     | Campania                    | 1,64                                                        | 2,23                                        | 136,3035                      |
| Napoli                  | Napoli                      | Campania                    | 1,51                                                        | 1,8                                         | 118,9441                      |
| Ferrara                 | Ferrara                     | Emilia-Romagna              | 41,7                                                        | 168,96                                      | 405,1396                      |
| Ravenna                 | Ravenna                     | Emilia-Romagna              | 30,29                                                       | 198,02                                      | 653,812                       |
| Cesena                  | Forlì-Cesena                | Emilia-Romagna              | 14,35                                                       | 35,81                                       | 249,4615                      |
| Forlì                   | Forlì-Cesena                | Emilia-Romagna              | 12,94                                                       | 29,52                                       | 228,1973                      |
| Parma                   | Parma                       | Emilia-Romagna              | 10,63                                                       | 27,71                                       | 260,5979                      |
| Argenta                 | Ferrara                     | Emilia-Romagna              | 10,59                                                       | 32,99                                       | 311,6631                      |
| Reggio nell'Emilia      | Reggio nell'Emilia          | Emilia-Romagna              | 4,93                                                        | 11,37                                       | 230,6806                      |
| Comacchio               | Ferrara                     | Emilia-Romagna              | 3,08                                                        | 8,73                                        | 283,7462                      |
| Ventasso                | Reggio nell'Emilia          | Emilia-Romagna              | 1,5                                                         | 3,86                                        | 258,1725                      |
| Grado                   | Gorizia                     | Friuli-Venezia Giulia       | 19,97                                                       | 23,87                                       | 119,5156                      |
| Rieti                   | Rieti                       | Lazio                       | 21,32                                                       | 44,02                                       | 206,455                       |
| Fiumicino               | Roma                        | Lazio                       | 11,55                                                       | 24,7                                        | 213,8909                      |
| Tarquinia               | Viterbo                     | Lazio                       | 8,71                                                        | 24,34                                       | 279,3306                      |
| Montalto di Castro      | Viterbo                     | Lazio                       | 8,33                                                        | 15,8                                        | 189,6215                      |
| Roma                    | Roma                        | Lazio                       | 7,64                                                        | 98,32                                       | 1 287,2413                    |
| Tuscania                | Viterbo                     | Lazio                       | 1,16                                                        | 2,42                                        | 208,6911                      |
| Genova                  | Genova                      | Liguria                     | 2,91                                                        | 6,99                                        | 240,2877                      |
| Cairo Montenotte        | Savona                      | Liguria                     | 2,06                                                        | 2,07                                        | 100,4027                      |
| Savona                  | Savona                      | Liguria                     | 2,02                                                        | 1,32                                        | 65,3175                       |
| Dego                    | Savona                      | Liguria                     | 1,86                                                        | 1,24                                        | 66,8146                       |
| Sesta Godano            | La Spezia                   | Liguria                     | 1,8                                                         | 1,22                                        | 67,7759                       |
| Rezzoaglio              | Genova                      | Liguria                     | 1,62                                                        | 1,7                                         | 104,7191                      |
| Varese Ligure           | La Spezia                   | Liguria                     | 1,52                                                        | 2,09                                        | 137,5884                      |
| Valdidentro             | Sondrio                     | Lombardia                   | 8,9                                                         | 20,17                                       | 226,7227                      |
| Teglio                  | Sondrio                     | Lombardia                   | 5,29                                                        | 6,1                                         | 115,3175                      |
| Grosio                  | Sondrio                     | Lombardia                   | 3,55                                                        | 4,51                                        | 126,9158                      |
| Livigno                 | Sondrio                     | Lombardia                   | 3,38                                                        | 7,68                                        | 227,2928                      |
| Chiesa in Valmalenco    | Sondrio                     | Lombardia                   | 2,79                                                        | 3                                           | 107,5976                      |
| Bagolino                | Brescia                     | Lombardia                   | 2,77                                                        | 3,03                                        | 109,1983                      |
| Milano                  | Milano                      | Lombardia                   | 2,64                                                        | 4,8                                         | 181,6784                      |
| Lanzada                 | Sondrio                     | Lombardia                   | 2,29                                                        | 2,68                                        | 117,165                       |
| Valfurva                | Sondrio                     | Lombardia                   | 2,22                                                        | 4,78                                        | 214,9862                      |
| Val Masino              | Sondrio                     | Lombardia                   | 1,19                                                        | 1,39                                        | 116,7086                      |
| Ascoli Piceno           | Ascoli Piceno               | Marche                      | 1,81                                                        | 2,86                                        | 158,0204                      |
| Montenero di Bisaccia   | Campobasso                  | Molise                      | 6,14                                                        | 5,73                                        | 93,3126                       |
| Guglionesi              | Campobasso                  | Molise                      | 4,88                                                        | 4,93                                        | 100,9461                      |
| San Martino in Pensilis | Campobasso                  | Molise                      | 3,78                                                        | 3,8                                         | 100,6521                      |
| Larino                  | Campobasso                  | Molise                      | 3,03                                                        | 2,69                                        | 88,7653                       |
| Campomarino             | Campobasso                  | Molise                      | 2,74                                                        | 2,1                                         | 76,6761                       |
| Trivento                | Campobasso                  | Molise                      | 1,68                                                        | 1,24                                        | 73,6984                       |
| Rotello                 | Campobasso                  | Molise                      | 1,44                                                        | 1,02                                        | 70,74                         |
| Isernia                 | Isernia                     | Molise                      | 1,07                                                        | 0,74                                        | 69,1502                       |
| Asti                    | Asti                        | Piemonte                    | 4,58                                                        | 6,93                                        | 151,3114                      |
| Alessandria             | Alessandria                 | Piemonte                    | 3,99                                                        | 8,12                                        | 203,5657                      |
| Locana                  | Torino                      | Piemonte                    | 2,49                                                        | 3,3                                         | 132,5174                      |
| Valdieri                | Cuneo                       | Piemonte                    | 1,79                                                        | 2,75                                        | 153,3127                      |
| Vinadio                 | Cuneo                       | Piemonte                    | 1,26                                                        | 2,3                                         | 183,1693                      |
| Entracque               | Cuneo                       | Piemonte                    | 1,23                                                        | 1,98                                        | 160,7314                      |
| Acceglio                | Cuneo                       | Piemonte                    | 1,08                                                        | 1,63                                        | 151,5276                      |
| Foggia                  | Foggia                      | Puglia                      | 14,57                                                       | 74,21                                       | 509,2546                      |
| Manfredonia             | Foggia                      | Puglia                      | 9,73                                                        | 34,51                                       | 354,5378                      |
| Gravina in Puglia       | Bari                        | Puglia                      | 6,85                                                        | 26,36                                       | 384,7215                      |
| San Severo              | Foggia                      | Puglia                      | 6,46                                                        | 21,74                                       | 336,3046                      |
| Ascoli Satriano         | Foggia                      | Puglia                      | 5,43                                                        | 18,27                                       | 336,6716                      |
| Lucera                  | Foggia                      | Puglia                      | 2,2                                                         | 7,48                                        | 339,787                       |
| Cerignola               | Foggia                      | Puglia                      | 2,09                                                        | 12,4                                        | 593,9197                      |
| Brindisi                | Brindisi                    | Puglia                      | 1,15                                                        | 3,84                                        | 333,0135                      |
| Sassari                 | Sassari                     | Sardegna                    | 4,28                                                        | 23,4                                        | 547,0334                      |
| Olbia                   | Sassari                     | Sardegna                    | 3,87                                                        | 14,83                                       | 383,6362                      |
| Alghero                 | Sassari                     | Sardegna                    | 3,75                                                        | 8,45                                        | 225,4114                      |
| San Vito                | Sud Sardegna                | Sardegna                    | 2,9                                                         | 6,71                                        | 231,6383                      |
| Arzachena               | Sassari                     | Sardegna                    | 2,52                                                        | 5,81                                        | 230,8506                      |
| Dorgali                 | Nuoro                       | Sardegna                    | 1,21                                                        | 2,75                                        | 226,5328                      |
| Ramacca                 | Catania                     | Sicilia                     | 13,04                                                       | 39,95                                       | 306,4331                      |
| Grosseto                | Grosseto                    | Toscana                     | 24,06                                                       | 113,95                                      | 473,5252                      |
| Roccastrada             | Grosseto                    | Toscana                     | 6,84                                                        | 19,45                                       | 284,4637                      |
| Manciano                | Grosseto                    | Toscana                     | 6,42                                                        | 23,91                                       | 372,4982                      |
| Montalcino              | Siena                       | Toscana                     | 5,4                                                         | 16,75                                       | 310,3937                      |
| Scansano                | Grosseto                    | Toscana                     | 4,43                                                        | 12,12                                       | 273,5601                      |
| Volterra                | Pisa                        | Toscana                     | 3,03                                                        | 7,65                                        | 252,6378                      |
| Arezzo                  | Arezzo                      | Toscana                     | 1,83                                                        | 7,03                                        | 384,7538                      |
| Firenzuola              | Firenze                     | Toscana                     | 1,62                                                        | 4,41                                        | 271,9595                      |
| Massa Marittima         | Grosseto                    | Toscana                     | 1,54                                                        | 4,36                                        | 283,4429                      |
| Cortona                 | Arezzo                      | Toscana                     | 1,32                                                        | 4,52                                        | 342,7317                      |
| Foligno                 | Perugia                     | Umbria                      | 7,16                                                        | 18,95                                       | 264,6561                      |
| Todi                    | Perugia                     | Umbria                      | 5,51                                                        | 12,27                                       | 222,8556                      |
| Terni                   | Terni                       | Umbria                      | 3,28                                                        | 6,96                                        | 212,4261                      |
| Perugia                 | Perugia                     | Umbria                      | 3,02                                                        | 13,56                                       | 449,6117                      |
| Orvieto                 | Terni                       | Umbria                      | 3,01                                                        | 8,46                                        | 281,2704                      |
| Spoleto                 | Perugia                     | Umbria                      | 2,65                                                        | 9,24                                        | 348,1366                      |
| Città di Castello       | Perugia                     | Umbria                      | 1,9                                                         | 7,35                                        | 387,3171                      |
| Valgrisenche            | Valle d'Aosta/Valle d'Aoste | Valle d'Aosta/Valle d'Aoste | 8,75                                                        | 9,93                                        | 113,4758                      |
| Courmayeur              | Valle d'Aosta/Valle d'Aoste | Valle d'Aosta/Valle d'Aoste | 7,23                                                        | 15,16                                       | 209,6059                      |
| Ayas                    | Valle d'Aosta/Valle d'Aoste | Valle d'Aosta/Valle d'Aoste | 4,56                                                        | 5,9                                         | 129,4208                      |
| Bionaz                  | Valle d'Aosta/Valle d'Aoste | Valle d'Aosta/Valle d'Aoste | 4,43                                                        | 6,3                                         | 142,0905                      |
| Rhêmes-Notre-Dame       | Valle d'Aosta/Valle d'Aoste | Valle d'Aosta/Valle d'Aoste | 4,16                                                        | 3,61                                        | 86,8334                       |
| Valsavarenche           | Valle d'Aosta/Valle d'Aoste | Valle d'Aosta/Valle d'Aoste | 3,64                                                        | 5,03                                        | 138,2089                      |
| Valtournenche           | Valle d'Aosta/Valle d'Aoste | Valle d'Aosta/Valle d'Aoste | 3,48                                                        | 4,04                                        | 116,1501                      |
| La Thuile               | Valle d'Aosta/Valle d'Aoste | Valle d'Aosta/Valle d'Aoste | 2,64                                                        | 3,32                                        | 125,6666                      |
| Cogne                   | Valle d'Aosta/Valle d'Aoste | Valle d'Aosta/Valle d'Aoste | 1,76                                                        | 3,75                                        | 213,0372                      |
| La Salle                | Valle d'Aosta/Valle d'Aoste | Valle d'Aosta/Valle d'Aoste | 1,75                                                        | 1,47                                        | 83,9427                       |
| Porto Tolle             | Rovigo                      | Veneto                      | 40,98                                                       | 105,35                                      | 257,0646                      |
| Chioggia                | Venezia                     | Veneto                      | 30,33                                                       | 57                                          | 187,9113                      |
| Caorle                  | Venezia                     | Veneto                      | 14,24                                                       | 21,9                                        | 153,8341                      |
| Verona                  | Verona                      | Veneto                      | 4,77                                                        | 9,49                                        | 198,9135                      |
| Venezia                 | Venezia                     | Veneto                      | 2,91                                                        | 12,11                                       | 415,8927                      |